# Дубницкое (Лельчицкий район)
Дубницкое (бел. Дубніцкае) — деревня в Дубровском сельсовете Лельчицкого района Гомельской области Беларуси.
На западе урочище Баровщино, на востоке урочище Ляды.

## География

### Расположение
В 7 км на северо-запад от Лельчиц, 72 км от железнодорожной станции Ельск (на линии Калинковичи — Овруч), 194 км от Гомеля.

## Транспортная сеть
Рядом автодорога Средние Печи — Лельчицы. Планировка состоит из 2 параллельных между собой улиц, ориентированных с юго-востока на северо-запад и застроенных двусторонне деревянными крестьянскими усадьбами.

## История
В 0,2 км на юго-запад от деревни, в урочище Дубина, обнаружен курганный могильник (8 курганов). Согласно письменным источникам известна с начала XX века как селение в Лельчицкой волости Мозырского уезда Минской губернии. В 1908 году хутор Дубница.
В 1931 году организован колхоз. Во время Великой Отечественной войны в марте 1943 года в 3 км на восток от деревни был создан партизанский аэродром, который обеспечивал партизанам Беларуси и Украины связь с Большой землёй. С 1 марта до 26 июня 1943 года приняты 65 самолетов с грузами для партизан, 64 самолета сбросили грузы над аэродромом на парашютах, в советский тыл вывезено 46 раненых. В мае 1943 года оккупанты сожгли 55 дворов. Согласно переписи 1959 года в составе колхоза «Красный Октябрь» (центр — деревня Дуброва), располагались начальная школа, библиотека, фельдшерско-акушерский пункт, клуб.

## Население

### Численность
- 2004 год — 78 хозяйств, 203 жителя.

### Динамика
- 1908 год — 8 дворов, 143 жителя.
- 1917 год — 266 жителей.
- 1925 год — 45 дворов.
- 1940 год — 78 дворов, 468 жителей.
- 1959 год — 400 жителей (согласно переписи).
- 2004 год — 78 хозяйств, 203 жителя.

## Достопримечательность
- Памятник на месте партизанского аэродрома